# Ludvig Holstein
Graf Ludvig Detlef von Holstein (geb. 3. Dezember 1864 in Kalvehave Sogn, gest. 11. Juli 1943 in Kopenhagen) war ein dänischer Lyriker und Schriftsteller.

## Leben

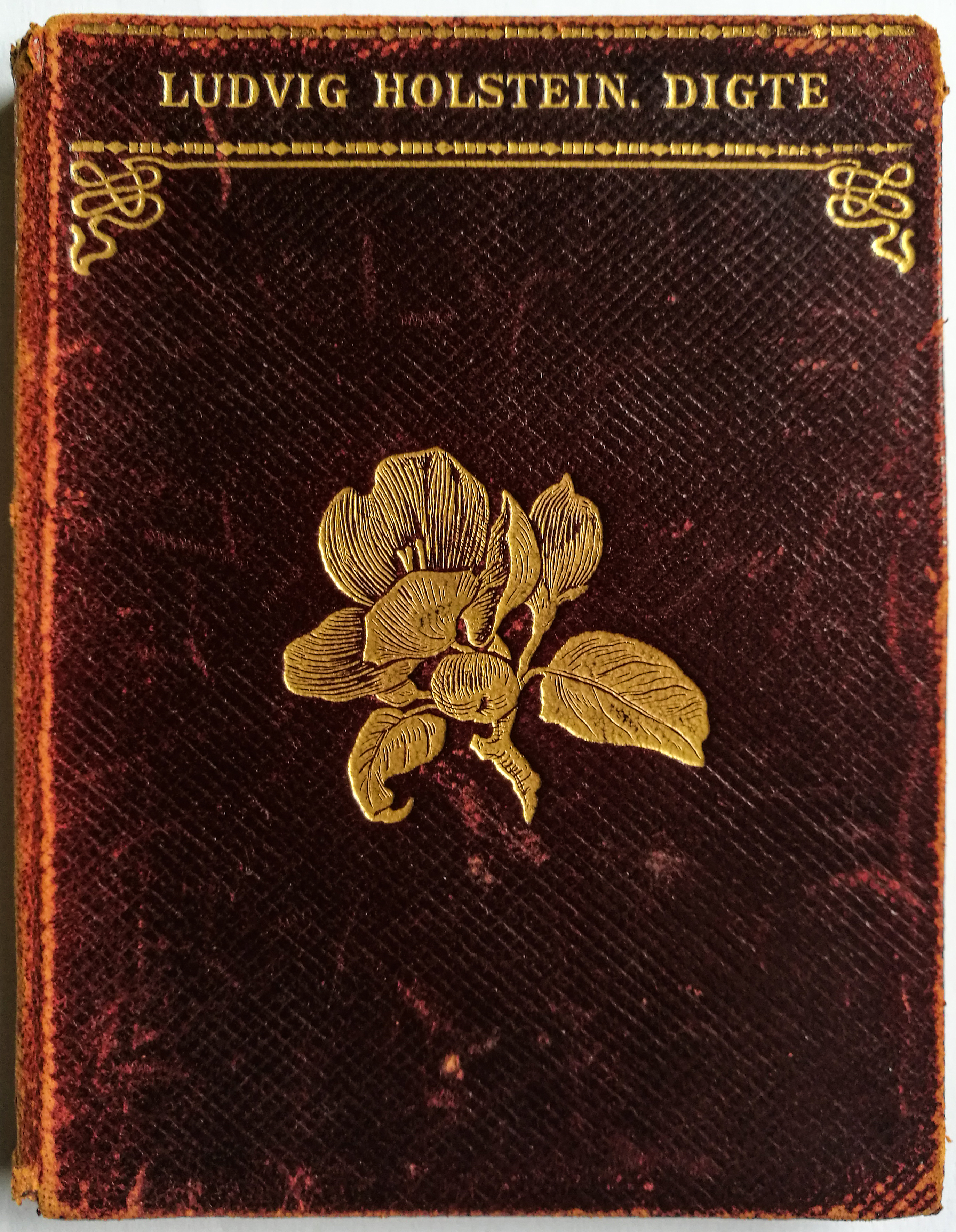
Ludvig Holstein: Digte

Ludvig Holstein entstammt dem norddeutsch-dänischen Adelsgeschlechts Holstein. Seine Eltern waren Friedrich Adolph von Holstein und dessen Ehefrau Gräfin Wilhelmine Julie von Reventlow (geb. 1788) aus dem Haus Brahe-Trolleborg. Sein Bruder war der dänische Politiker Ludvig Holstein-Holsteinborg. Holstein war dreimal verheiratet.
Holstein studierte Philosophie und lebte hauptsächlich in Kopenhagen. Seine Gedichte sind häufig von den Naturerfahrungen geprägt, die er auf seinen Reisen nach Seeland machte. Er gehörte der dänischen Schriftstellergeneration der 1890er an und war inspiriert von einer pantheistischen Naturphilosophie. Seine Werke handeln, neben Liebesgedichten, von den Geheimnissen der Schöpfung und den natürlichen Rhythmen von Leben und Tod in der Natur.
Seinen ersten Gedichtband veröffentlichte Holstein 1895 unter dem Titel Digte (dt. Gedichte). Weitere Werke sind Samlingerne Løv (1915), Mos og Muld (1917), Æbletid (1920), Jehi (1929) und Dramaet Tove (1898).

## Rezeption
Das Werk Holsteins wurde mit dänischen Literaturpreisen gewürdigt. Einige seiner Gedichte wurden 1904 im Rahmen einer Studie über dänischen Lyrik von Otto Hauser ins Deutsche übersetzt.
Der dänische Komponist Carl Nielsen vertonte zwölf seiner Gedichte, so das Gedicht Det er Lærkernes Tid aus seinem ersten Gedichtband (1895, S. 16f), welches die Zeichen des Frühlings besingt: „Der er Lærkernes Tid / Ad unsynlige Gange / piler deres Sange / gennem en Luft, / som er sitrende blid – / det er Lærkernes Tid.“ (dt. „Es ist die Zeit der Lerchen, unsichtbare Zeichen, sanft zitternd, schneidet ihr schriller Gesang durch die Lüfte. Das ist die Zeit der Lerchen.“) (Erste von insgesamt vier Strophen.) Die Vertonungen trugen stark zur Verbreitung und weiteren Bekanntheit der Gedichte Holsteins bei.

## Auszeichnungen
- 1920 Literaturpreis Drachmannlegatet